# Diane DiMassa
Diane DiMassa (* 1959 New Haven, Connecticut, Vereinigte Staaten) ist eine feministische Comic-Künstlerin und Illustratorin, die vor allem für ihre Cartoon-Figur Hothead Paisan: Homicidal Lesbian Terrorist bekannt ist.

## Biographie
Diane DiMassa veröffentlichte ihre bekannteste Reihe Hothead Paisan: Homicidal Lesbian Terrorist von 1991 bis 1995. Die namensgebende Titelfigur nutzt Gewalt unter Einsatz verschiedener Waffen, um Frauen, denen Unrecht angetan wurde oder die unangenehme Erfahrungen gemacht haben, zu vergelten. In einer Episode setzt sich ein Mann neben Hothead auf eine Parkbank und achtet nicht darauf, dass sich ihre Beine dabei berühren. Die Protagonistin schlägt dem Mann daraufhin das Bein mit einer Axt ab. Ihr Underground Comic erfreute sich bei Feministen, Lesben und bei (abstinenten) Drogenabhängigen einiger Beliebtheit. Der Alkoholismus und intensive Fernsehkonsum von DiMassa selber prägten die Entwicklung ihrer Comicfigur.
Von März bis Juni 2000 waren unter anderem Arbeiten von DiMassa als Teil der Ausstellung „Picturing the Modern Amazon“ im New Museum of Contemporary Art in New York City zu sehen. Im Jahr 2006 illustrierte die Künstlerin nach den Texten von Daphne Gottlieb die Graphic Novel Jokes and the Unconscious. Darin verliert die 19-jährige Sasha ihren Vater an Krebs. Nach dessen Tod nimmt sie eine Stelle im Krankenhaus an, in dem ihr Vater als Arzt gearbeitet hat.
DiMassa ist ebenfalls als Malerin aktiv und arbeitet hier hauptsächlich mit Ölfarbe auf Leinwand. Als wichtige Einflüsse auf ihr kreatives Schaffen nennt DiMassa Künstler wie Vincent Van Gogh und Aubrey Beardsley, das Satiremagazin MAD sowie Illustration in Enzyklopädien und Büchern zum Lesen der Handfläche.
Diane DiMassa lebt und arbeitet in Bridgeport (Connecticut).

## Veröffentlichungen (Auswahl)
- Hothead Paisan: Homicidal Lesbian Terrorist. Giant Ass Publishing 1991–1995, 20 Hefte.
- The Complete Hothead Paisan: Homicidal Lesbian Terrorist. Cleis Press 1999, 428 Seiten, ISBN 978-1-57344-084-4.
- Jokes and the Unconscious zusammen mit Daphne Gottlieb. Cleis Press 2006, 168 Seiten, ISBN 978-1-573442-50-3.